# ستيف ليزلي (لاعب كرة قدم بريطاني)
ستيف ليزلي (بالإنجليزية: Steven Leslie) (5 نوفمبر 1987 بغلاسكو في المملكة المتحدة - ) هو لاعب كرة قدم بريطاني في مركز الدفاع. لعب مع شروزبري تاون ونادي ريكسهام ونادي هيرفورد ونادي راشل أوليمبيك وتيلفورد يونايتد ونادي ووستر سيتي وSolihull Moors F.C. ‏.

## وصلات خارجية
- ستيف ليزلي على موقع قاعدة بيانات كرة القدم.إي يو (الإنجليزية)
- ستيف ليزلي على موقع Soccerbase.com (لاعب) (الإنجليزية)
- ستيف ليزلي على موقع Soccerway.com (الإنجليزية)